# Sam Cassell
Samuel James Cassell, detto Sam (Baltimora, 18 novembre 1969), è un allenatore di pallacanestro ed ex cestista statunitense che giocava nel ruolo di playmaker. Il suo soprannome è Sam I Am, gioco di parole sul suo nome e sull'altissima considerazione che ha di se stesso.

## Carriera

### NBA

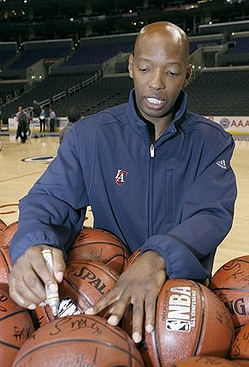
Cassell autografa palloni allo Staples Center

#### Houston, Phoenix, Dallas, New Jersey e Milwaukee
Nel 1993 viene scelto dagli Houston Rockets con la 24ª chiamata assoluta. Il suo apporto aiuta il team a vincere due campionati NBA consecutivi nel 1994 e nel 1995.
Alla fine della stagione 1995-96 Cassell viene ceduto ai Phoenix Suns insieme a Robert Horry, Chucky Brown e Mark Bryant in cambio di Charles Barkley. Inizia dunque la stagione 1996-97 con i Suns, ma appena dopo Natale viene ceduto ai Dallas Mavericks, insieme a Michael Finley e A.C. Green, in cambio di Jason Kidd, Tony Dumas e Loren Meyer.
A Dallas Cassell resta molto poco, infatti il 17 febbraio 1997 viene nuovamente ceduto, questa volta ai New Jersey Nets.
A metà dell'annata 1998-99 viene ceduto per la quarta volta in sei stagioni: finisce ai Milwaukee Bucks, dove finalmente riesce a trovare continuità e rimane per quattro anni, fino alla cessione ai Minnesota Timberwolves avvenuta il 27 giugno 2003.

### Minnesota Timberwolves
A differenza del periodo buio trascorso con i Phoenix Suns, Cassell diventa subito il playmaker titolare del quintetto dei Timberwolves ed è anche definito uno degli intoccabili del gruppo insieme a Kevin Garnett e a Latrell Sprewell.
Cassell è stato una pedina molto importante della squadra nella stagione 2003-04, quando la squadra è riuscita ad arrivare alle finali della Western Conference, ed ha dato anche una grossa mano a Kevin Garnett a vincere il titolo di MVP. Nello stesso anno Sam si guadagna anche la convocazione per l'All Star Game, la prima ed unica della sua carriera.
La stagione successiva di Minnesota è disastrosa rispetto alle aspettative; Cassell gioca poco, sembra svogliato e in perenne disaccordo con la dirigenza, alla quale rimprovera di aver indebolito la squadra con il mancato rinnovo del contratto di un giocatore chiave come Sprewell.

#### Clippers, Boston e Sacramento
Nell'estate 2005 viene ceduto ai Los Angeles Clippers in cambio di Marko Jarić e Lionel Chalmers. A Los Angeles trova un gruppo affiatato, che segue il leader Elton Brand. Nel suo primo anno ai Clippers la squadra centra l'accesso ai play-off, superando anche il primo turno e venendo eliminata solo dai Phoenix Suns in 7 partite. Dopo un anno di alti e bassi, nel 2008 Sam è stato tagliato dai Clippers, che tentavano di liberare spazio salariale, e spinto dalla possibilità di giocare per il titolo si è accasato ai rinati Boston Celtics. I verdi sono poi giunti fino alle finali NBA, vincendole in gara-6 sui Lakers e conquistando il loro 17º anello (e 3º personale per Cassell).
Il 18 febbraio 2009, dopo non aver disputato nemmeno una partita della stagione in corso, viene ceduto ai Sacramento Kings per liberare spazio salariale in cambio di una seconda scelta futura. Il giorno seguente Cassell viene tagliato dai Kings.
Il 21 maggio 2009 ha annunciato ufficialmente il ritiro, per entrare nello staff dei Washington Wizards come assistente allenatore.

## Statistiche

### College
| Anno      | Squadra             | PG | PT | MP   | TC%  | 3P%  | TL%  | RP  | AP  | PRP | SP  | PP   |
| --------- | ------------------- | -- | -- | ---- | ---- | ---- | ---- | --- | --- | --- | --- | ---- |
| 1991-1992 | Fl. State Seminoles | 31 | 31 | 33,7 | 45,4 | 35,4 | 70,4 | 4,5 | 3,8 | 1,8 | 0,3 | 18,4 |
| 1992-1993 | Fl. State Seminoles | 35 | 35 | 37,1 | 50,2 | 38,2 | 75,9 | 4,3 | 4,9 | 2,8 | 0,3 | 18,3 |
| Carriera  | Carriera            | 66 | 66 | 35,5 | 47,8 | 36,6 | 73,4 | 4,4 | 4,4 | 2,3 | 0,3 | 18,3 |

### NBA

#### Regular Season
| Anno       | Squadra            | PG  | PT  | MP   | TC%  | 3P%  | TL%  | RP  | AP  | PRP | SP  | PP   |
| ---------- | ------------------ | --- | --- | ---- | ---- | ---- | ---- | --- | --- | --- | --- | ---- |
| 1993-1994† | Houston Rockets    | 66  | 6   | 17,0 | 41,8 | 29,5 | 84,1 | 2,0 | 2,9 | 0,9 | 0,1 | 6,7  |
| 1994-1995† | Houston Rockets    | 82  | 1   | 23,0 | 42,7 | 33,0 | 84,3 | 2,6 | 4,9 | 1,1 | 0,2 | 9,5  |
| 1995-1996  | Houston Rockets    | 61  | 0   | 27,6 | 43,9 | 34,8 | 82,5 | 3,1 | 4,6 | 0,9 | 0,1 | 14,5 |
| 1996-1997  | Phoenix Suns       | 22  | 9   | 24,5 | 41,5 | 30,6 | 85,5 | 2,3 | 4,5 | 1,0 | 0,3 | 14,8 |
| 1996-1997  | Dallas Mavericks   | 16  | 13  | 24,9 | 42,4 | 30,6 | 84,0 | 3,1 | 3,6 | 1,1 | 0,4 | 12,3 |
| 1996-1997  | N.J. Nets          | 23  | 22  | 33,8 | 44,3 | 39,2 | 83,1 | 3,6 | 6,5 | 1,6 | 0,3 | 19,3 |
| 1997-1998  | N.J. Nets          | 75  | 72  | 34,7 | 44,1 | 18,8 | 86,0 | 3,0 | 8,0 | 1,6 | 0,3 | 19,6 |
| 1998-1999  | N.J. Nets          | 4   | 3   | 25,0 | 42,9 | 14,3 | 93,5 | 1,5 | 4,8 | 0,8 | 0,0 | 18,0 |
| 1998-1999  | Milwaukee Bucks    | 4   | 0   | 24,8 | 40,9 | 33,3 | 94,7 | 2,3 | 4,3 | 1,5 | 0,0 | 13,8 |
| 1999-2000  | Milwaukee Bucks    | 81  | 81  | 35,8 | 46,6 | 28,9 | 87,6 | 3,7 | 9,0 | 1,3 | 0,1 | 18,6 |
| 2000-2001  | Milwaukee Bucks    | 76  | 75  | 35,6 | 47,4 | 30,6 | 85,8 | 3,8 | 7,6 | 1,2 | 0,1 | 18,2 |
| 2001-2002  | Milwaukee Bucks    | 74  | 73  | 35,2 | 46,3 | 34,8 | 86,0 | 4,2 | 6,7 | 1,2 | 0,2 | 19,7 |
| 2002-2003  | Milwaukee Bucks    | 78  | 77  | 34,6 | 47,0 | 36,2 | 86,1 | 4,4 | 5,8 | 1,1 | 0,2 | 19,7 |
| 2003-2004  | Minnesota T'wolves | 81  | 81  | 35,0 | 48,8 | 39,8 | 87,3 | 3,3 | 7,3 | 1,3 | 0,2 | 19,8 |
| 2004-2005  | Minnesota T'wolves | 59  | 38  | 25,8 | 46,4 | 26,2 | 86,5 | 2,7 | 5,1 | 0,6 | 0,2 | 13,5 |
| 2005-2006  | L.A. Clippers      | 78  | 75  | 34,0 | 44,3 | 36,8 | 86,3 | 3,7 | 6,3 | 0,9 | 0,1 | 17,2 |
| 2006-2007  | L.A. Clippers      | 58  | 30  | 24,3 | 41,8 | 29,4 | 87,9 | 2,9 | 4,7 | 0,5 | 0,1 | 12,3 |
| 2007-2008  | L.A. Clippers      | 38  | 33  | 25,7 | 45,5 | 25,9 | 89,1 | 2,8 | 4,7 | 0,7 | 0,1 | 12,8 |
| 2007-2008† | Boston Celtics     | 17  | 1   | 17,6 | 38,5 | 40,9 | 84,0 | 1,8 | 2,1 | 0,5 | 0,2 | 7,6  |
| Carriera   | Carriera           | 993 | 690 | 30,0 | 45,4 | 33,1 | 86,1 | 3,2 | 6,0 | 1,1 | 0,2 | 15,7 |

#### Playoffs
| Anno     | Squadra            | PG  | PT | MP   | TC%  | 3P%  | TL%  | RP  | AP  | PRP | SP  | PP   |
| -------- | ------------------ | --- | -- | ---- | ---- | ---- | ---- | --- | --- | --- | --- | ---- |
| 1994†    | Houston Rockets    | 22  | 0  | 21,7 | 39,4 | 37,8 | 86,5 | 2,7 | 4,2 | 1,0 | 0,2 | 9,4  |
| 1995†    | Houston Rockets    | 22  | 0  | 22,0 | 43,8 | 40,0 | 83,5 | 1,9 | 4,0 | 1,0 | 0,1 | 11,0 |
| 1996     | Houston Rockets    | 8   | 0  | 25,8 | 32,1 | 27,6 | 79,3 | 2,1 | 4,3 | 0,8 | 0,1 | 10,4 |
| 1998     | N.J. Nets          | 3   | 1  | 8,7  | 33,3 | -    | -    | 1,0 | 1,7 | 0,0 | 0,3 | 2,0  |
| 1999     | Milwaukee Bucks    | 3   | 3  | 34,0 | 50,0 | 0,0  | 87,5 | 2,0 | 8,7 | 1,0 | 0,0 | 15,3 |
| 2000     | Milwaukee Bucks    | 5   | 5  | 35,6 | 41,7 | 20,0 | 85,7 | 3,4 | 9,0 | 0,8 | 0,0 | 15,8 |
| 2001     | Milwaukee Bucks    | 18  | 18 | 37,9 | 39,6 | 33,3 | 86,6 | 4,6 | 6,7 | 1,1 | 0,2 | 17,4 |
| 2003     | Milwaukee Bucks    | 6   | 6  | 36,2 | 47,0 | 52,4 | 93,3 | 3,2 | 2,7 | 0,5 | 0,2 | 17,2 |
| 2004     | Minnesota T'wolves | 16  | 15 | 31,1 | 46,5 | 41,7 | 85,2 | 2,5 | 4,4 | 0,8 | 0,2 | 16,6 |
| 2006     | L.A. Clippers      | 12  | 12 | 33,7 | 43,7 | 34,9 | 80,9 | 4,0 | 5,8 | 0,7 | 0,2 | 18,0 |
| 2008†    | Boston Celtics     | 21  | 0  | 12,6 | 33,3 | 21,4 | 82,4 | 0,7 | 1,2 | 0,4 | 0,0 | 4,5  |
| Carriera | Carriera           | 136 | 60 | 26,0 | 41,4 | 36,3 | 84,7 | 2,6 | 4,4 | 0,8 | 0,1 | 12,2 |

## Palmarès

### Giocatore
- Campionato NBA: 3

Houston Rockets: 1994, 1995
Boston Celtics: 2008
- All-NBA Second Team (2004)
- NBA All-Star (2004)
- Quarantaquattresimo per numero di assist di sempre NBA